# Skifferryggig bergtyrann
Skifferryggig bergtyrann (Ochthoeca cinnamomeiventris) är en fågel i familjen tyranner inom ordningen tättingar.

## Utseende och läte
Skifferryggig bergtyrann är en liten och attraktiv tyrann. Fjäderdräkten går i grått och kastanebrunt, med mycket tydliga vita ögonbrynsstreck. Bland lätena hörs ljusa och sträva toner liksom serier med "doo-wip" när den är uppjagad.

## Utbredning och systematik
Fågeln förekommer från sydvästra Venezuela till norra Peru. Den behandlas som monotypisk, det vill säga att den inte delas in i några underarter.

## Levnadssätt
Skifferryggig bergtyrann hittas i bergsbelägna molnskogar. Där ses den intill strömmande vattendrag.

## Status och hot
Arten har ett stort utbredningsområde, men tros minska i antal, dock inte tillräckligt kraftigt för att den ska betraktas som hotad. Internationella naturvårdsunionen IUCN listar arten som livskraftig (LC).